# パブロ・ボニージャ
パブロ・アレハンドロ・ボニージャ・セラダ（Pablo Alejandro Bonilla Serrada, 1999年12月2日 - ）は、ベネズエラ・ポルトゥゲサ州アカリグア出身のサッカー選手。メジャーリーグサッカー・ポートランド・ティンバーズ所属。ポジションはDF。

## クラブ経歴
2017年2月4日に国内リーグのアトレティコ・ベネズエラ戦でプロデビュー。同年10月9日のスリアFC戦でプロ初ゴールを記録。プロ1年目の2017年シーズンは32試合に先発出場するなど、10代ながらポルトゥゲサFCの中心選手に成長した。その後2019年シーズン途中にデポルティーボ・ラ・グアイラに移籍。
2020年1月28日、ポートランド・ティンバーズ傘下のチームIIに加入することが発表。2020年シーズン途中にトップチームに昇格した。

## 代表経歴
2018年にU-21のベネズエラ代表に招集。2019年にはチリで開催の南米ユース選手権に出場。同年6月には、ブラジルで開催のコパ・アメリカ2019のフル代表の候補に挙がった。